# Más que amor, frenesí
Más que amor, frenesí é uma telenovela venezuelana exibida em 2001 pela Venevisión.

## Elenco
- Wanda D´Isidoro- Virginia Fajardo de Lara
- Mario Cimarro- Santiago Guerrero
- Maritza Adame- López
- Raúl Amundaray- Tadeo Guerrero
- Rocío Bastidas- Attractive Woman
- Asdrúbal Blanco- Edisson
- César Román - Pablo
- Mario Brito- Chico
- Maritza Bustamante- María Fernanda López
- Martha Carbillo- Justina
- Ana Karina Casanova- Carmela Crespo
- Yanis Chimaras- Pompeyo López
- Cindy Carol De Silva- Alenjandra Pimentel Fajardo
- Kimberly Dos Ramos- Anastasia "Taty" Lara Fajardo
- Lenin Dos Ramos- Rodrigo Pimentel Fajardo
- Daniel Elbitar- Alberto José "Tito" Rodrigo Pacheco
- Carmen Francia- Clemencia
- Juan Frankis- Alselmo Lander/Carterito
- Chony Fuentes- Pepita Pacheco
- Juan Galeno- Jacinto
- Victor Hernandez- Serafín
- Ramon Hinojosa- Tapia
- Pedro Lander- Marco Tulio Bracamonte
- Jean Paul Leroux- Chacón
- Deyalit López- Jennifer
- Herminia Martínez- Pepetua de Fajardo
- Ana Massimo- Clarita
- Frank Mendez- Camacaro
- Candela Montesinos- Ana
- Adelaida Mora- Belinda
- Elizabeth Morales- Socorro Angulo
- Johana Morales- Nubis Mayo
- Isabel Moreno- Corazon
- Michelle Nassef- Michelle
- Denise Novell- Consuelo
- Cristina Obin- La Gran Betancour
- Patricia Olivares- María Consuela
- Margarita Ortega- María Patricia Mendoza
- Rolando Padilla- Preston Echeverría
- Mónica Paredes- Samira
- Reinaldo José Pérez- Casto Manuel
- Carolina Perpetuo- Mercedes Fajardo de López
- Victor Rentoya- Norton
- Jean Carlo Simanca- Orestes Lara
- José Manuel Suarez- Fernando José Lopéz Pacheco
- Vicente Tepedino- Teodoro
- José Torres- Pio
- Jenny Valdés- Xiolimar
- Gigi Zanchetta- Hada Marina Fajardo de Pimentel